# Renaud Camus
Renaud Camus (Chamalèira, 10 d'agost de 1946) és un escriptor i activista polític francès.
És conegut per la teoria de la conspiració del "Gran reemplaçament", on argumenta que hi ha una elit global que està col·ludant contra la població blanca d'Europa, el seu objectiu és substituir-lo amb pobles no europeus.Les seves opinions sobre el "Gran reemplaçament" s'han traduït i publicat a llocs web d'extrema dreta i han sigut adoptades per grups d'aquesta ideologia per reforçar la seva teoria de la conspiració del genocidi blanc.
Després d'haver estat membre del Partit socialista francès als anys 1970-1980, funda l'any 2002 el Partit del in-nocence. L'any 2015 es va unir al partit Souveraineté, identité et libertés. Fou candidat a les eleccions europees de 2014 a continuació de 2019.
Fou acusat d'antisemitisme l'any 2000 en el marc del «afer Camus», i de nou l'any 2017 per Yann Moix. L'any 2014 fou condemnat per provocació a l'odi i a la violència en contra els musulmans.

## Obres seleccionades
És l'autor de més de 150 obres.

### Novel·les
Passage. Flammarion (1975) ISBN 978-2080607829
Échange. Flammarion (1976) ISBN 978-2080608925
Roman roi. P.O.L. (1983) ISBN 978-2867440052
Roman furieux (Roman roi II). P.O.L. (1987) ISBN 978-2867440762
Voyageur en automne. P.O.L. (1992) ISBN 978-2867443022
Le Chasseur de lumières. P.O.L. (1993) ISBN 978-2867443725
L'épuisant désir de ces choses. P.O.L. (1995) ISBN 978-2867444494
L'Inauguration de la salle des Vents. Fayard (2003) ISBN 978-2213616643
Loin. P.O.L. (2009) ISBN 978-2846823524

### Cròniques
Journal d'un voyage en France. Hachette (1981) ISBN 978-2010067815
Tricks. P.O.L. (1979) ISBN 978-2818001387
Buena Vista Park. Hachette (1980) ISBN 978-2010073052
Incomparable, with Farid Tali. P.O.L. (1999) ISBN 978-2867447044
Retour à Canossa. Journal 1999. Fayard (2002) ISBN 978-2213614342

### Assaig polític
Du sens. P.O.L. (2002) ISBN 978-2867448812
Le communisme du XXIe siècle. Xenia (2007) ISBN 978-2888920342
La Grande Déculturation. Fayard (2008) ISBN 979-1091681384
De l'In-nocence. Abécédaire. David Reinharc (2010) ISBN 978-2-35869-015-7
Décivilisation. Fayard (2011) ISBN 2-2136-6638-5
Le Grand Remplacement. David Reinharc (2011) ISBN 978-2-35869-031-7
L'Homme remplaçable. Self-published (2012) ISBN 979-10-91681-00-1
Le Changement de peuple. Self-published (2013) ISBN 979-10-91681-06-3
Les Inhéritiers. Self-published (2013) ISBN 979-10-91681-04-9
You Will Not Replace Us! Self-published (2018) ISBN 979-1091681575
Lettre aux Européens : entée de cent une propositions (amb Karim Ouchikh). Autopublicada (2019)

## Premis i reconeixements
- 1977 : premi Fénéon, per Intercanvi, publicat sota l'heterònim Denis Duparc
- 1996 : premi Amic de l'Acadèmia francesa, pel conjunt de la seva obra,[4][5]
- 2003 : Goncourt dels animals, per Vie du chien Horla
- 2015 : premi Jean-Ferré, per la seva obra dels tres anys precedents